# Giampaolo Pazzini
Giampaolo Pazzini (nascut a Pescia, Província de Pistoia, Itàlia, 2 d'agost de 1984), és un exfutbolista italià que jugava com a davanter. El seu darrer equip va ser el Llevant UE de La Liga Santander d'Espanya.

## Internacional
Ha estat internacional amb la selecció de futbol d'Itàlia en 8 ocasions i ha marcat 1 gol. Va debutar el 28 de març de 2009, en un partit vàlid per les eliminatòries per a la Copa Mundial de Futbol de 2010 davant la selecció de Montenegro que va finalitzar amb marcador de 2 a 0 a favor dels italians.

## Clubs
| Club           | País    | Any         |
| -------------- | ------- | ----------- |
| Atalanta BC    | Itàlia  | 2003 - 2005 |
| ACF Fiorentina | Itàlia  | 2005 - 2009 |
| UC Sampdoria   | Itàlia  | 2009 - 2011 |
| Inter de Milà  | Itàlia  | 2011 - 2012 |
| AC Milan       | Itàlia  | 2012 - 2015 |
| Hellas Verona  | Itàlia  | 2015 - 2018 |
| Llevant UE     | Espanya | 2018        |

## Palmarès

### Copes internacionals
| Títol           | Club              | País   | Any  |
| --------------- | ----------------- | ------ | ---- |
| Eurocopa Sub-19 | Selecció italiana | Itàlia | 2003 |

### Distincions individuals
| Distinció                                                   | Any  |
| ----------------------------------------------------------- | ---- |
| Oscar del Calcio al Futbolista Jove de l'Any en la Serie A. | 2005 |